# Mammillaria glochidiata
Mammillaria glochidiata fue una especie perteneciente a la familia Cactaceae. Fue endémica de Hidalgo en México. Su hábitat natural son los áridos desiertos.

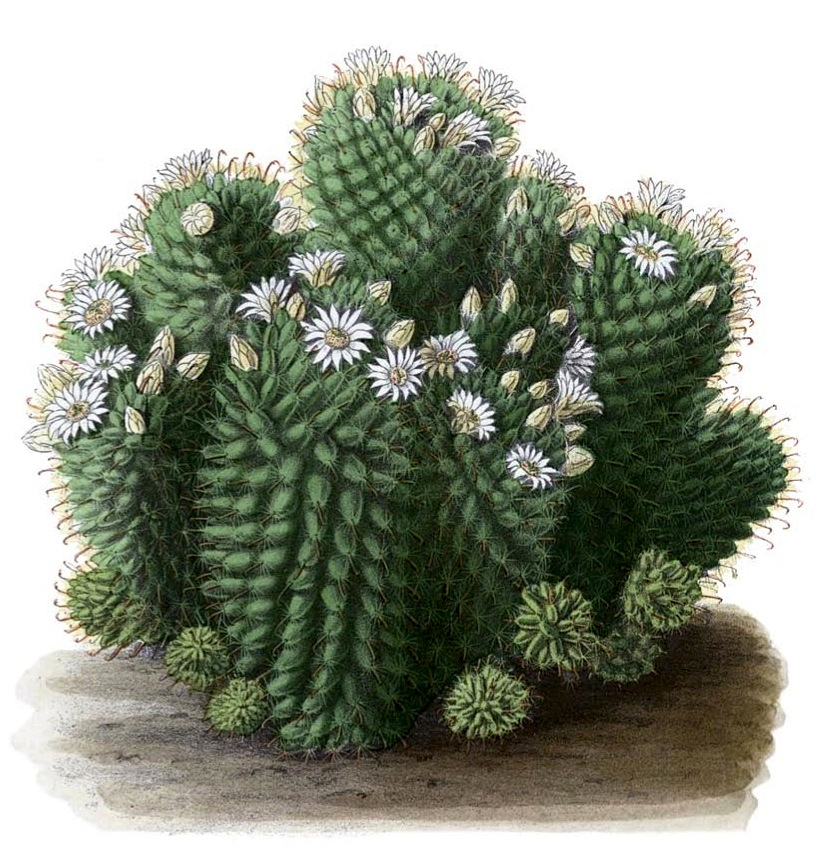
Ilustración

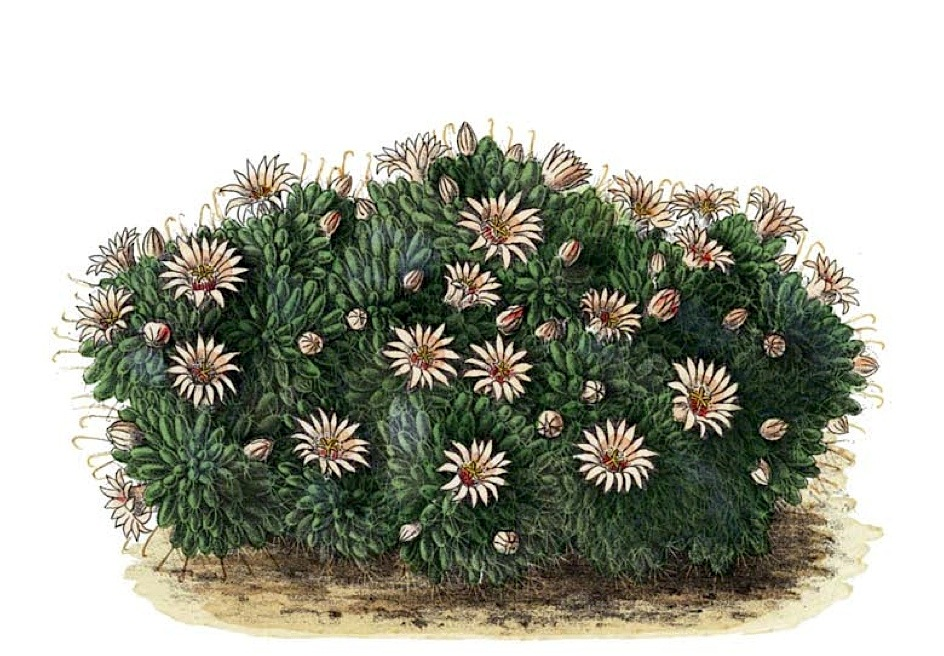
Ilustración

## Descripción
Es una planta perenne carnosa y cilíndrica que crece en grupos irregulares con brillantes brotes cilíndricos verdes y con una copa redondeada, alcanzando un diámetro de 2 a 3,5 centímetros. Las areolas son cilíndricas cónicas y carnosas, fláccidas, de 1,2 a 1,6 centímetros y  muy alejadas. No contienen látex. Tiene 1 a 4 espinas centrales, de color amarillo oscuro a marrón rojizo,  de 0,6 a 1,2 centímetros de largo. Y de 9 a 11 espinas radiales blancas horizontales delgadas, flexibles, suaves y largas de hasta 1,2 cm. Las flores son de  color blanco y rosa en forma de campana con hasta 1,5 centímetros de ancho y de 1,2 centímetros de diámetro. Los  frutos son escarlatas y largos. Contienen semillas de color marrón-negro. 

## Hábitat
En 1993 existía una colonia con 15 individuos, pero en dos visitas realizadas en años posteriores no se han localizado, por lo que es posible que ya no existan en la vida silvestre.

## Taxonomía
Mammillaria glochidiata fue descrita por Carl Friedrich Philipp von Martius y publicado en Novorum Actorum Academia Caesareae Leopoldinae-Carolinae Germanicae Naturae Curiosorum 16(1): 337, pl. 23, en el año 1832.
Etimología
Mammillaria: nombre genérico que fue descrita por vez primera por Carolus Linnaeus como Cactus mammillaris en 1753, nombre derivado del latín mammilla = tubérculo, en alusión a los tubérculos que son una de las características del género.
El epíteto de la especie glochidiata, se deriva del griego glochis, punta, glochides = lleno de púas.
Sinonimia
- Chilita glochidiata
- Ebnerella glochidiata
- Mammillaria wildii
- Chilita wildii
- Ebnerella wildii[4]
- Cactus glochidiatus Kuntze
- Neomammillaria glochidiata (Mart.) Britton & Rose[5]